# Othon Ier de Bade-Hachberg

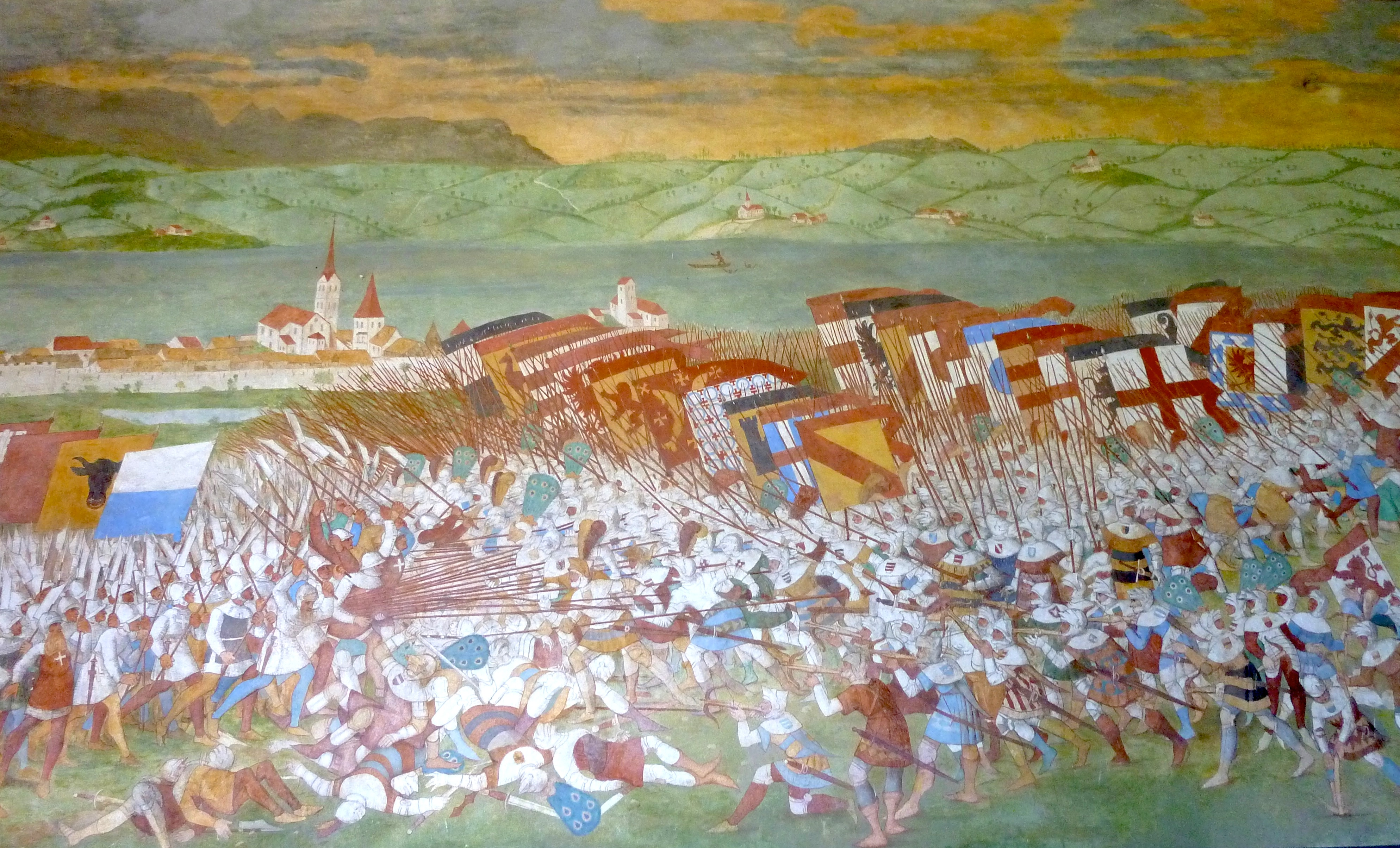
Image de la chapelle de Sempach — on peut distinguer au premier plan la bannière d'Othon Ier.

Othon Ier de Bade-Hachberg (mort le 9 juillet 1386 à Sempach) était margrave de Bade-Hachberg de 1369 à 1386.

## Biographie
Othon était le fils et l'héritier d'Henri IV de Bade-Hachberg et d'Anne d'Üsenberg. Il fut de 1369 à 1386 margrave souverain de Bade-Hachberg. Son père hypothéqua le 11 juin 1356 le château et la seigneurie d'Hachberg à Jean Malterer. Dans le même temps, Othon fut fiancé à sa fille, Élisabeth Malterer. Othon put ainsi récupéré la possession du château et de la seigneurie.
Othon est tombé le 9 juillet 1386 à la bataille de Sempach menée contre les Habsbourg. Après sa mort, ses frères Jean et Hesso régnèrent conjointement sur le margraviat de Bade-Hachberg.

## Sources
- (de) Cet article est partiellement ou en totalité issu de l’article de Wikipédia en allemand intitulé « Otto I. (Baden-Hachberg) » (voir la liste des auteurs).
- (de) Johann Christian Sachs, Einleitung in die Geschichte der Marggravschaft und des marggrävlichen altfürstlichen Hauses Baden, Tome Premier, 1764, pages 440 à 445, Francfort et Leipzig.